# Ròcla (Ardecha)
Rocles és un municipi francès situat al departament de l'Ardecha i a la regió d'Alvèrnia-Roine-Alps. L'any 2007 tenia 206 habitants.

## Demografia

### Població
El 2007 la població de fet de Rocles era de 206 persones. Hi havia 97 famílies de les quals 31 eren unipersonals (24 homes vivint sols i 7 dones vivint soles), 35 parelles sense fills, 24 parelles amb fills i 7 famílies monoparentals amb fills.
La població ha evolucionat segons el següent gràfic:
Habitants censats

### Habitatges
El 2007 hi havia 232 habitatges, 93 eren l'habitatge principal de la família, 136 eren segones residències i 3 estaven desocupats. 219 eren cases i 8 eren apartaments. Dels 93 habitatges principals, 66 estaven ocupats pels seus propietaris, 23 estaven llogats i ocupats pels llogaters i 4 estaven cedits a títol gratuït; 1 tenia una cambra, 7 en tenien dues, 20 en tenien tres, 20 en tenien quatre i 45 en tenien cinc o més. 69 habitatges disposaven pel capbaix d'una plaça de pàrquing. A 42 habitatges hi havia un automòbil i a 39 n'hi havia dos o més.

### Piràmide de població
La piràmide de població per edats i sexe el 2009 era:
| Homes | Edats   | Dones |
| ----- | ------- | ----- |
| 0     | 95 o +  | 0     |
| 0     | 90 a 94 | 0     |
| 4     | 85 a 89 | 0     |
| 0     | 80 a 84 | 4     |
| 0     | 75 a 79 | 8     |
| 12    | 70 a 74 | 16    |
| 0     | 65 a 69 | 0     |
| 0     | 60 a 64 | 0     |
| 8     | 55 a 59 | 12    |
| 4     | 50 a 54 | 4     |
| 4     | 45 a 49 | 4     |
| 16    | 40 a 44 | 12    |
| 8     | 35 a 39 | 8     |
| 12    | 30 a 34 | 8     |
| 4     | 25 a 29 | 4     |
| 4     | 20 a 24 | 0     |
| 24    | 15 a 19 | 8     |
| 8     | 10 a 14 | 32    |
| 0     | 5 a 9   | 4     |
| 4     | 0 a 4   | 12    |

## Economia
El 2007 la població en edat de treballar era de 124 persones, 86 eren actives i 38 eren inactives. De les 86 persones actives 69 estaven ocupades (42 homes i 27 dones) i 16 estaven aturades (6 homes i 10 dones). De les 38 persones inactives 16 estaven jubilades, 5 estaven estudiant i 17 estaven classificades com a «altres inactius».

### Ingressos
El 2009 a Rocles hi havia 95 unitats fiscals que integraven 214 persones, la mediana anual d'ingressos fiscals per persona era de 10.027 €.

### Activitats econòmiques
Dels 8 establiments que hi havia el 2007, 1 era d'una empresa alimentària, 1 d'una empresa de fabricació d'altres productes industrials, 1 d'una empresa de construcció, 1 d'una empresa de transport, 2 d'empreses d'hostatgeria i restauració i 2 d'empreses de serveis.
Dels 3 establiments de servei als particulars que hi havia el 2009, 1 era una oficina de correu, 1 lampisteria i 1 restaurant.
L'únic establiment comercial que hi havia el 2009 era una fleca.
L'any 2000 a Rocles hi havia 18 explotacions agrícoles que ocupaven un total de 64 hectàrees.

## Equipaments sanitaris i escolars
El 2009 hi havia una escola elemental integrada dins d'un grup escolar amb les comunes properes formant una escola dispersa.

## Poblacions més properes
El següent diagrama mostra les poblacions més properes.